# Южная Ижмукса
Южная Ижмукса — река в России, протекает по Медвежьегорскому району Карелии.
Исток — озеро Лобское, в которое впадает ручей Никитинский, севернее деревни Лобское. Течёт на запад, пересекает шоссе Медвежьегорск — Пудож — Вологда, принимает два правый притока — Дедов и Глубокий. Впадает в губа Оровгуба Онежского озера.
В 4 км северо-западнее в Оровгубу впадает Северная Ижмукса.
Длина реки составляет 12 км, площадь водосборного бассейна — 106 км².

## Данные водного реестра
По данным государственного водного реестра России относится к Балтийскому бассейновому округу, водохозяйственный участок реки — Бассейн Онежского озера без рр. Шуя, Суна, Водла и Вытегра, речной подбассейн реки — Свирь (включая реки бассейна Онежского озера). Относится к речному бассейну реки Нева (включая бассейны рек Онежского и Ладожского озера).
Код объекта в государственном водном реестре — 01040100612102000015815.